# Digital Visual Interface

DVI-Logo

Digital Visual Interface (DVI) [ˈdɪdʒɪtəl ˈvɪʒuəl ˈɪntəfeɪs] ist eine von der Digital Display Working Group (DDWG) entwickelte elektronische Schnittstelle zur Übertragung von Bewegtbildern. Im Computerbereich war DVI der erste verbreitete Standard für den Anschluss von Monitoren an die Grafikkarte eines Computers, um Bilder digital zu übertragen. Allerdings kann eine Art von DVI, DVI-I, auch analoge Bilder übertragen, so dass es lange Zeit als Universalschnittstelle für die Ausgabe von analogen und digitalen Videosignalen verwendet wurde.
DVI-D und DVI-I sind elektrisch kompatibel zu HDMI 1.0. Mit einfachen passiven Adaptern können DVI-D und DVI-I an HDMI-Schnittstellen angeschlossen werden.
Mini-DVI und Micro-DVI sind mechanisch abweichende Varianten, die im Apple-MacBook und einigen Mac Mini genutzt werden.

## Signalübertragung
Für die digitale Datenübertragung benutzt DVI den Standard TMDS. Dabei werden die üblichen acht Datenbits eines RGB-Signals seriell übertragen – ggf. mittels eines Serializers, der mittels Double Data Rate-Funktion angebunden ist. Beim Aufbau einer Verbindung wird ausgehandelt, ob eine Single-Link-Verbindung (max. 3,72 GBit/s über 3 Adernpaare) oder eine Dual-Link-Verbindung (max. 7,44 GBit/s über sechs Adernpaare) verwendet wird. Außerdem werden Auflösung, Bittiefe, Bildfrequenz und Verschlüsselung vereinbart. Pixelfrequenzen oberhalb 165 MHz oder Bittiefen von mehr als 8 bit (pro Pixel und Farbe) erfordern immer eine Dual-Link-Verbindung.
Die Vereinbarung erfolgt, indem der Monitor neben seinem Hersteller, Modell, Seriennummer und Farbkalibrierdaten seine unterstützten Videomodi via DDC dem Computer mitteilt. Sendet der Computer ein anderes Videoformat als die vom Monitor unterstützten, wird häufig kein Bild dargestellt.
Durch die digitale Datenübertragung ergeben sich meist Qualitätsvorteile gegenüber der (analogen) Verbindung mit einem VGA- oder SCART-Kabel. Bei den letztgenannten Übertragungsverfahren sind zwei (bei Digitalbildschirmen unnötige) Signalkonvertierungen notwendig: von digital zu analog am Videoausgang, und zurück von analog zu digital im Monitor. Dementsprechend wirken sich Laufzeiten in der Elektronik stark aus.
Die maximale Leitungslänge beim Anschluss eines DVI-Endgerätes (Monitor) hängt von der Dämpfung und dem Übersprechen in der Verbindungsleitung sowie von der Qualität der Signalverstärkung ab. So sollte eine Länge von 10 m nicht überschritten werden. Bei größerer Leitungslänge ist ein DVI-Verstärker zwischen zwei Kabelabschnitten einzusetzen. Bei analoger Übertragung wird bei unzureichender Signalqualität am Kabelende das Bild unschärfer; bei digitaler Übertragung bricht die Verarbeitung des ankommenden Signals wegen hoher Bitfehlerraten ganz zusammen.
Da DVI sowohl für die digitale als auch die analoge Übertragung ausgelegt ist, werden stets Blankopixel am Ende jeder übertragenen Zeile gesendet, die bei digitalen Monitoren eigentlich obsolet sind. CRT-Displays benötigten diese, um die Zeit zu überbrücken, in der der Elektronenstrahl sich vom Ende der Zeile (bzw. der letzten Zeile) hin zum Anfang der nächsten Zeile (bzw. der ersten Zeile) bewegen kann.
Einige Hersteller von DVB-Receivern (z. B. Dream Multimedia) und Grafikkarten (AMD Radeon HD) übertragen neben hochaufgelösten digitalen Videodaten auch digitale Audiodaten über die DVI-Buchse. Diese Signale sind dann mit HDMI kompatibel.
DVI-D und DVI-I sind aufwärtskompatibel zu HDMI, wodurch alle DVI-D-Signale nach HDMI umgewandelt werden können. Umgekehrt lassen sich aber nicht alle HDMI-Signale nach DVI-D umwandeln. Beispielsweise ist ein Kopierschutz wie HDCP bei DVI-D nur optional.

## Pinbelegung

Pinbelegung von DVI

Abhängig von der Pinbelegung eines DVI-Anschlusses kann dieser
- nur analoge (DVI-A),
- nur digitale (DVI-D), oder
- sowohl analoge als auch digitale (DVI-I)

Signale ausgeben, übertragen oder anzeigen. Zudem kann die Bandbreite durch Verwendung doppelt so vieler TMDS-Links (Dual-Link genannt) verdoppelt werden, womit höhere Auflösungen möglich sind.
Der längliche Massekontakt eines DVI-I-Steckers (C5) ist etwas breiter als bei einem DVI-D-Stecker, so dass ein DVI-I-Stecker nicht in eine DVI-D-Buchse eingesteckt werden kann, auch nicht nach dem Entfernen der vier Analogkontakte. Ein DVI-D-Stecker kann hingegen an eine DVI-I-Buchse angeschlossen werden.
Nicht jede Grafikkarte oder jeder Monitor nutzt an ihrem Anschluss alle Übertragungsmöglichkeiten der DVI-Buchse aus. 
Zum Beispiel kann ein Monitor eine DVI-I-Buchse aufweisen, obwohl nur digitale Übertragung genutzt wird, oder eine Grafikkarte kann eine Dual-Link-Buchse aufweisen, obwohl gar keine hohen Auflösungen unterstützt werden. Die DVI-I-Dual-Link-Buchse wird dann nur verwendet, damit alle Steckertypen passen.

### DVI-I (Integrated)

Die verschiedenen DVI-Arten

DVI-I-Kabel können in Verbindung mit einem DVI-I-Steckplatz digitale und analoge Signale übertragen und unterscheiden sich in der Anzahl ihrer geschalteten Steckkontakte. Ein einfaches DVI-Kabel (Single-Link, insgesamt 3 TMDS-Links) hat 18 + 5 Kontakte und reicht für WUXGA-Auflösung mit 1920 × 1200 bei 60 Hz. Kabel mit 24 + 5 Kontakten haben zwei TMDS-Links pro Farbe (Dual-Link, insgesamt 6 TMDS-Links) für hochauflösende Bildschirme, beispielsweise WQXGA, maximal 2560 × 1600 Bildpunkte bei 60 Hz.
Wenn an der DVI-Buchse der Grafikkarte ein kombiniertes Signal (DVI-I) zur Verfügung steht, kann an dieser Buchse mit Hilfe eines rein passiven Adapters auch ein analoger VGA-Bildschirm betrieben werden. Ein solcher DVI-I-zu-VGA-Adapter verwendet direkt die analogen und Plug-and-Play-Signale der DVI-Schnittstelle und stellt sie gemäß dem VGA-Standard zur Verfügung. Es gibt auch Kabel, die VGA an einem und DVI am anderen Ende haben, technisch das Gleiche machen, aber ein Verbindungselement einsparen.
Bei HDMI-2.0-Grafikkarten mit DVI-Anschluss werden in der Regel die gleichen HDMI-2.0-Signale verwendet. Daher können 4K-Fernseher auch über den DVI-I-Stecker mit der Auflösung von 3840 × 2160 angesteuert werden.

### DVI-D (Digital)
DVI-D-Kabel können nur digitale Signale übertragen und unterscheiden sich in der Anzahl ihrer beschalteten Steckkontakte. DVI-D-Kabel (Single-Link) haben 18 + 1 (in seltenen Fällen 17 + 1) Kontakte und reichen für WUXGA-Auflösung mit 1920 × 1200 bei 60 Hz.
DVI-D-Kabel (Dual-Link) haben 24 + 1 Pins mit einer zweiten TMDS-Verbindung für maximal 2560 × 1600 60 Hz bzw. 1920 × 1080 144 Hz (bzw. 23 + 1 Pins, denn bei den meisten im Handel befindlichen Kabeln ist Pin 8 nicht verbunden, selbst wenn sie als 24 + 1 angeboten werden). Im Handel befinden sich auch DVI-D-Kabel mit nur 12 + 1 Pins, hier werden keine DDC-Daten übertragen, so dass das Betriebssystem den Bildschirm nicht mehr automatisch erkennen kann.

### DVI-A (Analog)
DVI-A-Kabel können nur analoge Signale übertragen. Ein DVI-A-Stecker hat 12 + 5 Kontakte. In der Praxis wird DVI-A nur als Adapterkabel zu VGA eingesetzt. DVI-A-Kabel können auch in DVI-I-Anschlüssen verwendet werden, da diese ebenfalls die analoge Datenübertragung ermöglichen.
Ein passiver VGA-zu-DVI-A-Adapter überträgt die analogen Signale der Grafikkarte über das DVI-Kabel zum Monitor. Dieser muss einen DVI-A-Eingang besitzen, damit er die Signale darstellen kann. Der passive Adapter kann also keine Analog-Digital-Wandlung des analogen VGA-Signals durchführen; eine Qualitätsverbesserung des (schlechteren) analogen Signals durch eine „Umleitung“ in das (an sich bessere) digitale DVI-Kabel wird nicht erreicht.

### DVI-Steckverbinder

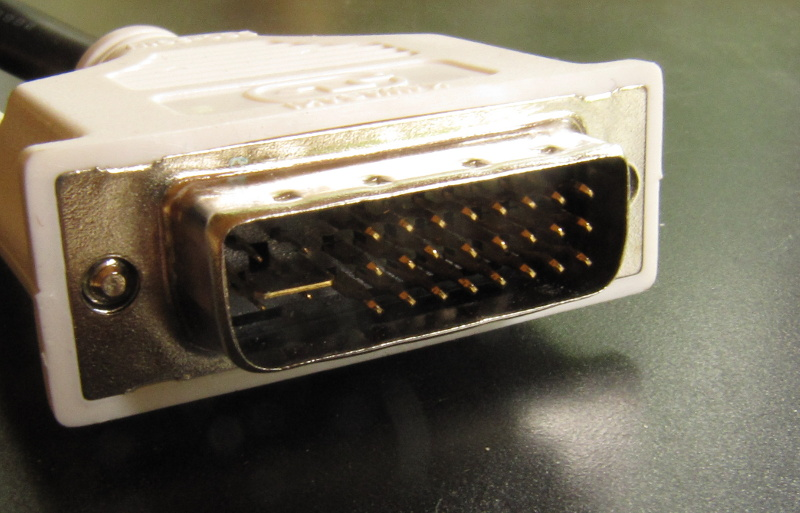
DVI-I-Stecker (Dual-Link)
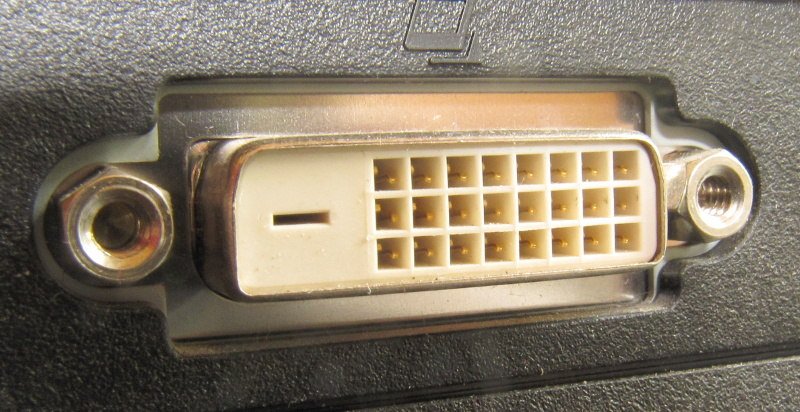
DVI-D-Buchse (Dual-Link)
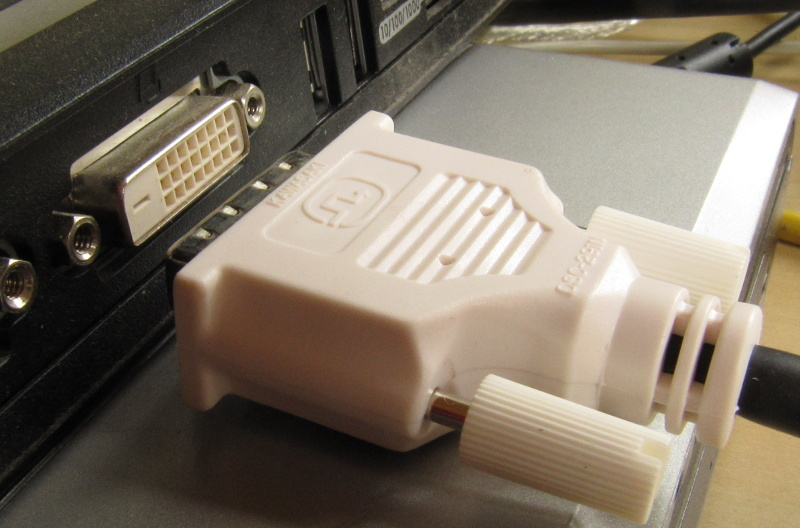
DVI-D-Buchse (Dual-Link) mit Stecker
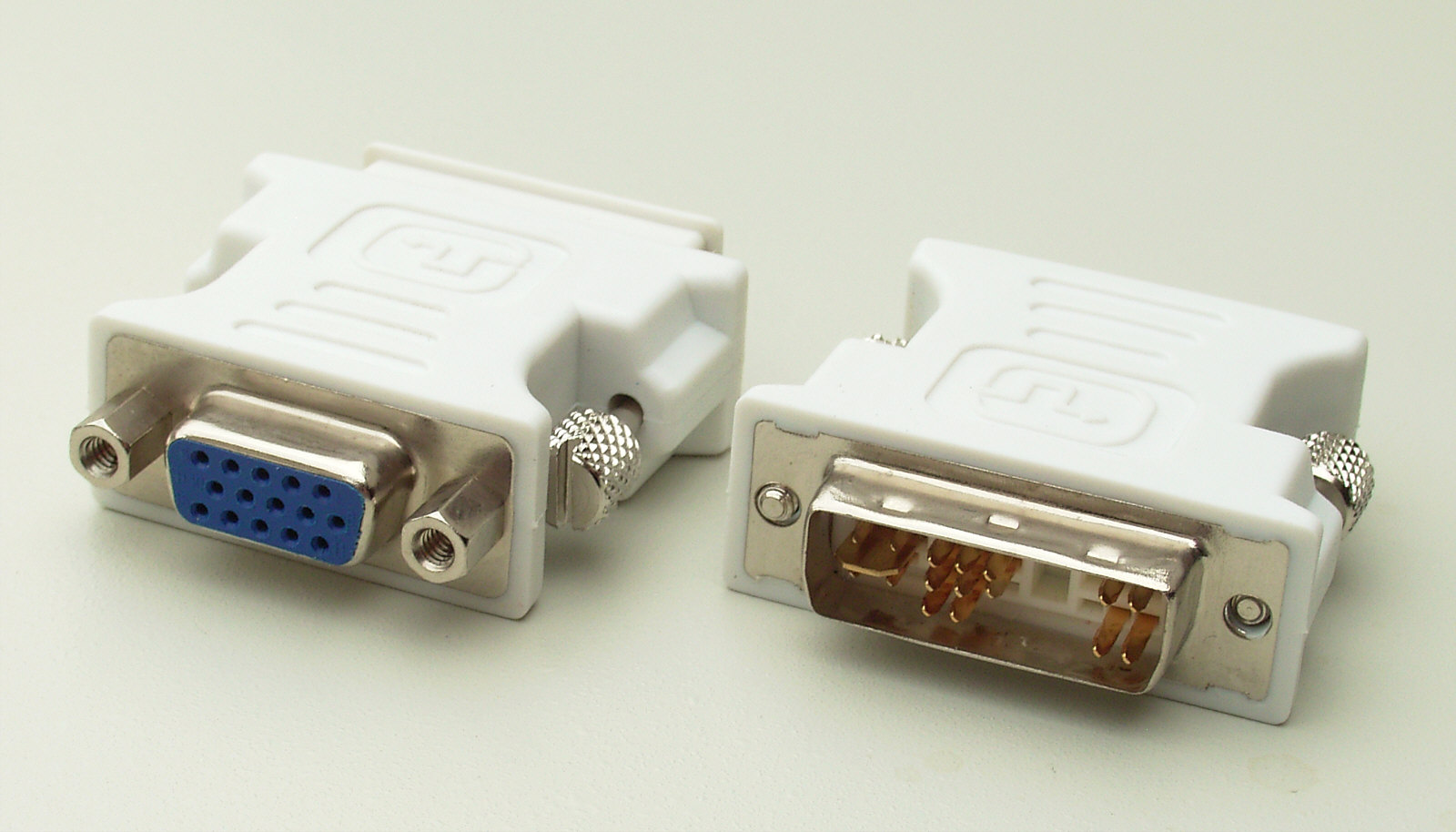
Adapter DVI-A-Stecker auf VGA-Buchse
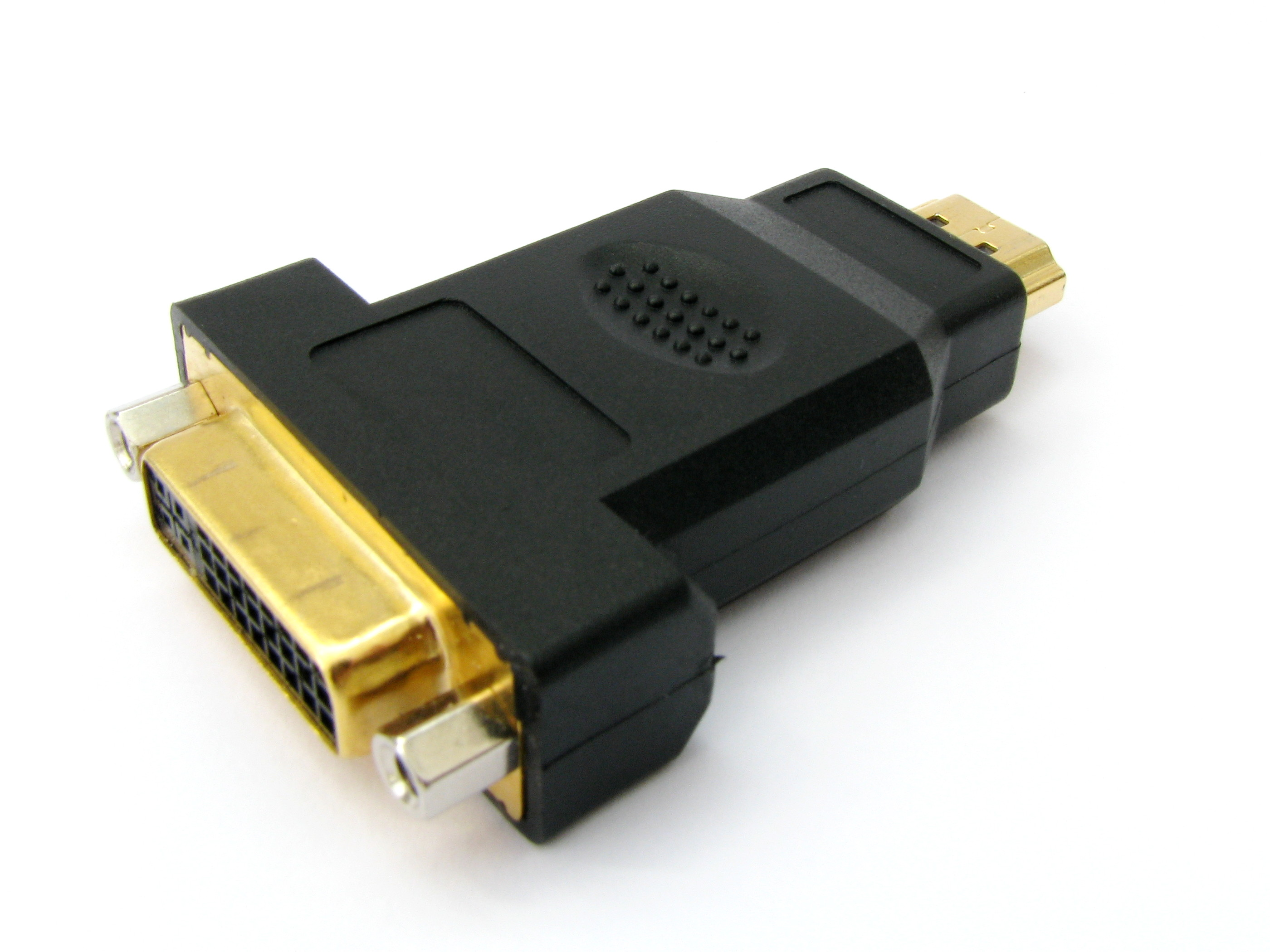
Adapter HDMI-Stecker auf DVI-Buchse (Dual-Link)

## Geschichte
Die Digital Display Working Group (DDWG) war ein Zusammenschluss der Firmen Intel, Silicon Image, Compaq, Fujitsu, Hewlett-Packard, IBM und NEC Corporation mit dem Ziel, eine digitale Schnittstelle für den Anschluss digitaler Displays an PCs zu entwickeln.
Nach der Verabschiedung der DVI-Spezifikation in der Version 1.0 im Jahr 1999 löste sich die DDWG kurze Zeit später wieder auf.
Während im Bereich der Unterhaltungselektronik die Industrie primär auf HDMI setzt, hat im Computerbereich in den 2010er-Jahren der DisplayPort (teils über USB-C übertragen) den VGA- sowie alle Varianten der DVI-Anschlüsse abgelöst und ermöglicht dank deutlich gesteigerter Bandbreite höhere Auflösungen (4K, 5K) mit einer größeren Farbtiefe in kompakterer Form.